# Lekeitio
Lekeitio (in spagnolo castigliano Lequeitio) è un comune spagnolo di 7 490 abitanti situato nella Biscaglia, provincia della comunità autonoma dei Paesi Baschi.
Il centro è conosciuto per il caratteristico porto, la sua cultura basca e le sue due spiagge divise da un tombolo roccioso denso di vegetazione.

## Economia

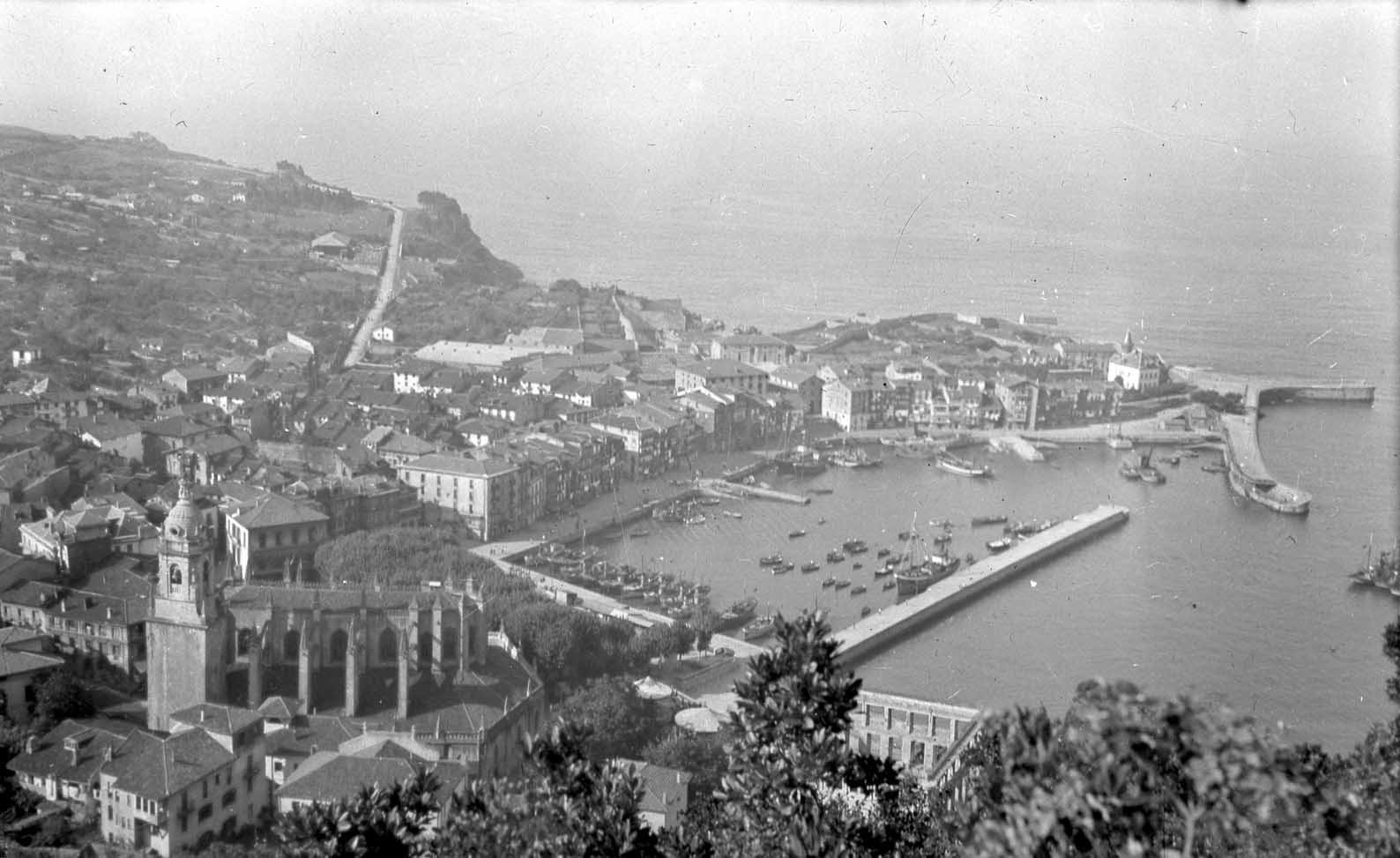
Il porto di Lekeitio nel 1945

L'economia del villaggio di Lekeitio è sempre stata legata al mare. La pesca è stata la sua base e il suo motore. A un certo momento storico, anche il trasporto marittimo rappresentava un ingresso rilevante. Un buon numero di industrie ausiliarie e conserviere sono sorte intorno alla pesca e al mare.
La scarsa estensione della municipalità impedisce altre attività di questo settore, sebbene esista un piccolo villaggio che pratica l'agricoltura di autoconsumo.
Il settore dei servizi basato sul turismo e l'ospitalità è il settore maggiormente in espansione, venendo a essere il nuovo motore economico.

## Curiosità
Qui vi soggiornarono dal 1922 al 1929, grazie all'aiuto dei pescatori locali, che metteranno a disposizione una casa e raccoglieranno una colletta per la sua sistemazione, Zita di Borbone-Parma vedova dell'imperatore d'Austria-Ungheria Carlo I d'Asburgo-Lorena, e i loro figli, tra cui l'ultimo arciduca ereditario Otto d'Asburgo-Lorena, in seguito al loro esilio forzato conseguente agli eventi della prima guerra mondiale.